# Senado da República da Colômbia
Na Colômbia, o Senado é a câmara alta do parlamento, que naquele país se chama Congresso, ou Congreso e que conta com 102 deputados.